# Мері Браун
Мері Браун (англ. Mary Browne; 3 червня 1891 — 19 серпня 1971) — колишня американська тенісистка.
Найвищу одиночну позицію світового рейтингу — 1 місце досягла в рейтингу США в одиночному розряді.
Перемагала на турнірах Великого шолома в одиночному, парному та змішаному парному розрядах.

## Фінали турнірів Великого шолома

### Одиночний розряд (3–2)
| Результат | Рік  | Турнір                     | Покриття | Суперниця      | Рахунок       |
| --------- | ---- | -------------------------- | -------- | -------------- | ------------- |
| Перемога  | 1912 | Національний чемпіонат США | Трава    | Елеонора Сірс  | 6–4, 6–2      |
| Перемога  | 1913 | Національний чемпіонат США | Трава    | Дороті Ґрін    | 6–2, 7–5      |
| Перемога  | 1914 | Національний чемпіонат США | Трава    | Мері Ваґнер    | 6–2, 1–6, 6–1 |
| Поразка   | 1921 | Національний чемпіонат США | Трава    | Молла Маллорі  | 6–4, 4–6, 2–6 |
| Поразка   | 1926 | Чемпіонат Франції          | Ґрунт    | Сюзанн Ленглен | 1–6, 0–6      |

### Парний розряд (6–1)
| Результат | Рік  | Турнір                     | Покриття | Партнерка            | Суперниці                              | Рахунок         |
| --------- | ---- | -------------------------- | -------- | -------------------- | -------------------------------------- | --------------- |
| Перемога  | 1912 | Національний чемпіонат США | Трава    | Дороті Ґрін          | Мод Барджер-Воллек Міс. Фредерік Шмітц | 6–2, 5–7, 6–0   |
| Перемога  | 1913 | Національний чемпіонат США | Трава    | Луїс Рідделл Вільямс | Дороті Ґрін Една Вілді                 | 12–10, 2–6, 6–3 |
| Перемога  | 1914 | Національний чемпіонат США | Трава    | Луїс Рідделл Вільямс | Луїз Реймонд Една Вілді                | 10–8, 6–2       |
| Перемога  | 1921 | Національний чемпіонат США | Трава    | Луїс Рідделл Вільямс | Гелен Джиллодо Міс. Л.Дж. Морріс       | 6–3, 6–2        |
| Перемога  | 1925 | Національний чемпіонат США | Трава    | Гелен Віллс          | Мей Саттон Елізабет Раян               | 6–4, 6–3        |
| Перемога  | 1926 | Вімблдонський турнір       | Трава    | Елізабет Раян        | Евелін Кол'єр Кетлін Маккейн-Годфрі    | 6–1, 6–1        |
| Поразка   | 1926 | Національний чемпіонат США | Трава    | Шарлотт Госмер Чепін | Елінор Ґосс Елізабет Раян              | 6–3, 4–6, 10–12 |

### Мікст (4–1)
| Результат | Рік  | Турнір                     | Покриття | Партнерка             | Суперниці                           | Рахунок        |
| --------- | ---- | -------------------------- | -------- | --------------------- | ----------------------------------- | -------------- |
| Перемога  | 1912 | Національний чемпіонат США | Трава    | Річард Норріс Вільямс | Елеонора Сірс Білл Клотьєр          | 6–4, 2–6, 11–9 |
| Перемога  | 1913 | Національний чемпіонат США | Трава    | Білл Тілден           | Дороті Ґрін C.S. Rogers             | 7–5, 7–5       |
| Перемога  | 1914 | Національний чемпіонат США | Трава    | Білл Тілден           | Марґаретта Маєрс Дж. Р. Ровленд     | 6–1, 6–4       |
| Перемога  | 1921 | Національний чемпіонат США | Трава    | Білл Джонстон         | Молла Б'юрстедт Маллорі Білл Тілден | 3–6, 6–4, 6–3  |
| Поразка   | 1926 | Вімблдонський турнір       | Трава    | Говард Кінсі          | Кетлін Маккейн Леслі Годфрі         | 3–6, 4–6       |

## Часова шкала турнірів Великого шлему в одиночному розряді
| W | Ф | ПФ | ЧФ | #Р | КТ | К# | DNQ | A | NH |

| Турнір                                 | 1912  | 1913  | 1914  | 1915  | 1916  | 1917  | 1918  | 1919  | 1920  | 1921  | 1922  | 1923  | 1924  | 1925  | 1926  | Career SR |
| -------------------------------------- | ----- | ----- | ----- | ----- | ----- | ----- | ----- | ----- | ----- | ----- | ----- | ----- | ----- | ----- | ----- | --------- |
| Відкритий чемпіонат Австралії з тенісу | NH    | NH    | NH    | NH    | NH    | NH    | NH    | NH    | NH    | NH    |       |       |       |       |       | 0 / 0     |
| Відкритий чемпіонат Франції з тенісу1  |       |       |       | NH    | NH    | NH    | NH    | NH    |       |       |       |       | NH    |       | Ф     | 0 / 1     |
| Вімблдонський турнір                   |       |       |       | NH    | NH    | NH    | NH    |       |       |       |       |       |       |       | 1р    | 0 / 1     |
| Відкритий чемпіонат США з тенісу       | W     | W     | W     |       |       |       |       |       |       | Ф     |       |       | ПФ    | 3р    | ПФ    | 3 / 7     |
| SR                                     | 1 / 1 | 1 / 1 | 1 / 1 | 0 / 0 | 0 / 0 | 0 / 0 | 0 / 0 | 0 / 0 | 0 / 0 | 0 / 1 | 0 / 0 | 0 / 0 | 0 / 1 | 0 / 1 | 0 / 3 | 3 / 9     |